# Rezerwat przyrody Leśne Oczko
Rezerwat przyrody Leśne Oczko – torfowiskowy rezerwat przyrody na Pojezierzu Kaszubskim  na obszarze Kaszubskiego Parku Krajobrazowego w kompleksie Lasów Mirachowskich. Jest położony na terenie gminy Kartuzy w powiecie kartuskim w województwie pomorskim. Został utworzony w 1990 roku i zajmuje powierzchnię 31,66 ha. Rezerwatem objęte jest dobrze zachowane jezioro dystroficzne (0,37 ha) z występującym tu płem mszarnym oraz bór bagienny. Na terenie rezerwatu stwierdzono występowanie niewiele ponad 30 gatunków roślin naczyniowych i około 20 gatunków mszaków i porostów. Na obrzeżu jeziora i torfowiska występują między innymi borówka czarna, brzoza omszona i rosiczka okrągłolistna. Rezerwat stanowi również ostoję ptactwa wodno-błotnego.
Rezerwat znajduje się w granicach dwóch obszarów Natura 2000: Staniszewskie Błoto PLH220027 oraz Lasy Mirachowskie PLB220008.
Najbliższe miejscowości to Cieszenie i Mirachowo.